# Smetto quando voglio (film)
Smetto quando voglio è un film del 2014 diretto da Sydney Sibilia.
Il lungometraggio narra la storia di un gruppo di brillanti ricercatori universitari (assegnisti di ricerca e professori a contratto) che tentano di uscire dall'impasse lavorativa ed esistenziale della precarietà cronica, producendo e spacciando droghe intelligenti (smart drug).

## Trama
Roma, 2014. Pietro Zinni, ricercatore neurobiologo presso l'Università La Sapienza, ha appena sviluppato un rivoluzionario algoritmo per la modellizzazione teorica di molecole organiche. Talentuoso nel suo campo, brillante e molto quotato, Pietro incarna tuttavia lo stereotipo del giovane insegnante precario e inascoltato, come molti altri della sua generazione: lui, infatti, aveva scelto la strada della ricerca scientifica seguendo la spinta ottimistica dei primi anni 2000, scontrandosi in seguito con la recessione economica del 2007. Da quel momento, l'Università aveva cercato di tagliare le spese, destinando sempre meno fondi alle ricerche, causando in molti casi la cosiddetta fuga di cervelli. I rimasti, come Pietro, accettavano di lavorare per una paga misera nella speranza di ottenere un posto fisso, o più semplicemente, venivano licenziati dall'Università che non era più in grado di finanziare i loro progetti. Anche per Pietro quel giorno è purtroppo arrivato: durante la presentazione dei suoi risultati alla commissione finanziatrice, a causa dell'impreparazione e del pressappochismo mostrati dal professor Seta, il decano dell'Università che supervisiona il lavoro dei ricercatori ma non crede davvero nei loro studi e sembra interessato solo ad accaparrarsi i fondi del ministero seguendo una logica più politica che scientifica, i docenti della commissione non sembrano capire l'importanza delle ricerche di Pietro e decidono di non rinnovargli l'assegno di ricerca. Dopo avergli promesso blandamente che farà «il possibile» per riottenere i finanziamenti, Seta lo licenzia.
Tornato a casa, Pietro non ha il coraggio di dire la verità a Giulia, la sua compagna. In compenso, però, dopo aver passato la notte in discoteca a causa di un suo allievo che gli doveva dei soldi per delle ripetizioni, ha un'idea per salvarsi dalla disoccupazione: utilizzare le sue conoscenze scientifiche per creare una nuova droga, sfruttando una molecola non ancora catalogata come stupefacente dal Ministero della salute. Per realizzare il tutto decide così di rivolgersi ad ex ricercatori universitari (assegnisti di ricerca e professori a contratto) come lui che, a causa dei tagli dei fondi e dei posti di lavoro, sono ora costretti a fare lavori inadeguati rispetto alle loro qualifiche con stipendi da fame.
L'équipe è infatti composta da: Mattia e Giorgio, due latinisti che fanno i benzinai; Alberto, un chimico che fa il lavapiatti in un ristorante cinese; Bartolomeo, un economista che vive in mezzo agli zingari e per vivere cerca di applicare al poker le sue abilità nel calcolo matematico; Arturo, un archeologo classico che lavora per l'università, sfruttato e malpagato, il cui lavoro pratico è supervisionare gli scavi dei cantieri cittadini per scoprire qualche reperto dell'antica Roma e Andrea, un antropologo di discreta fama che ora cerca impiego presso uno sfasciacarrozze fingendosi un rozzo ciociaro.
Grazie alle competenze di ciascuno, la banda riesce a produrre una droga estremamente efficace e a venderla nelle discoteche: Pietro ed Alberto si occupano di fabbricare le pillole usando clandestinamente il laboratorio dell'Università, Andrea smercia la droga nei locali grazie alle sue tecniche di immedesimazione antropologica, aiutato da Mattia e Giorgio, Bartolomeo gestisce la cassa e procura i clienti, mentre Arturo guida il furgone (che reca l'insegna della società archeologica e quindi insospettabile per la polizia) per trasportare la droga dove ce ne sia richiesta. Una sera però Alberto, che vuole testare gli effetti clinici della droga sulle persone, decide di assumere una pillola e riesce ad essere per la prima volta sicuro di sé con una ragazza. I soldi non tardano ad arrivare e la ricchezza inizia a dare alla testa un po' a tutti, soprattutto a Mattia e Giorgio (che vivono in un hotel di lusso dando festini quasi ogni giorno) e ad Alberto, che inizia una relazione con una prostituta russa ed è ormai dipendente dalla droga che lui stesso produce. Il successo della nuova incredibile smart drug ha attirato però anche l'attenzione non solo della polizia, ma anche di colui che gestisce il mercato delle droghe a Roma, il boss malavitoso "Murena", anche perché nel frattempo a Pietro e ai suoi è stata offerta l'occasione di entrare nel circolo delle feste private di altissimo livello, in cui girano grandi quantità di denaro sporco.
Giulia intanto, sempre più sospettosa per l'improvviso cambiamento di tenore di vita di Pietro, trova nascosta in casa una grande somma di denaro. Pietro, messo alle strette, è costretto a confessare che, non avendo ricevuto il rinnovo del suo contratto all'università, è stato "costretto" a mettersi a spacciare. Giulia, il cui lavoro prevede anche il recupero di ex tossicodipendenti, ne resta disgustata e lo caccia di casa, non prima, però, di avergli detto di essere incinta. Nel disperato tentativo di ricucire i rapporti con Giulia, Pietro la invita a cena prenotando un intero ristorante, il night club di Murena.
Ma alla cena si presenta Murena stesso: costui è una persona calma ma minacciosa, ed è contraddistinto da una grossa cicatrice da ustione che gli copre metà del viso. Per far capire a Pietro che lui non sta scherzando e che il mercato della droga è in mano a lui soltanto, gli propone uno scambio: ordina 10 chili di questa nuova e famosa droga, tanto rinomata sul mercato e in cambio lui libererà Giulia, che nel frattempo ha preso in ostaggio. Pietro, nel panico, riceve nella stessa sera la telefonata di Alberto che gli dice di aver fatto un incidente con il suo nuovo coupé: il problema è che la polizia gli ha trovato nella macchina mezzo chilogrammo di droga. Lui viene rilasciato su cauzione ma la polizia gli tiene gli occhi addosso e soprattutto la banda di Pietro deve adesso onorare l'accordo con Murena.
Pietro convince quindi la banda a rapinare una farmacia, unico modo per reperire gli ingredienti necessari alla preparazione di 10 kg di droga sintetica per il giorno dopo. Grottescamente muniti di armi dell'800 rubate dai depositi a cui ha accesso Arturo, gli ex ricercatori irrompono nel locale, ma il farmacista riconosce il professor Pietro Zinni (con cui aveva sostenuto un esame quattro mesi prima): a Mattia, in preda al panico, parte un colpo di fucile che colpisce di striscio il giovane farmacista. Disperato, Pietro somministra al farmacista un intruglio di sostanze che dovrebbero stordirlo al punto da cancellargli la memoria.
L'incontro con Murena, per salvare Giulia, viene fissato al matrimonio di Bartolomeo con la sua fidanzata di etnia sinti: il luogo, una bidonville piena di zingari armati fino ai denti, non è casuale, in quanto è l'unico posto in cui risiede gente più pericolosa del boss. Al momento dell'incontro con i sinti armati e fedeli a Bartolomeo, Murena approfitta della momentanea assenza dei suoi scagnozzi per fare i sinceri complimenti per l'elevata qualità della smart drug a Pietro, che considera quasi un suo pari. Si scopre infatti che Murena, nonostante le apparenze, era stato un tempo proprio come Pietro: un ingegnere navale specializzato in fluidodinamica, che a causa della recessione, era stato cacciato dall'università e aveva dovuto cambiare mestiere. Pietro gli consegna la droga promessa, solo che, a causa della rapina fallita in farmacia, si tratta di pillole di zucchero. Per testarle Murena chiede dello champagne, in cui scioglie una pillola di prova; ma lo champagne che gli viene servito contiene già la droga (l'unica pillola rimasta al gruppo).
Il boss, ingannato, riconsegna Giulia. Si scopre quindi che Pietro aveva stretto un accordo con la polizia: lui avrebbe consegnato Murena e in cambio i suoi amici universitari avrebbero avuto l'immunità per i reati, tranne lui, che si sarebbe costituito. Non potendo fare in modo che il boss venga trovato con la droga, Pietro fa in modo che durante lo scambio gli altri della banda nascondano il farmacista, ferito e privo di sensi, nel bagagliaio dell'auto di Murena, che viene così arrestato per sequestro di persona.
Un anno più tardi Pietro, in prigione, cerca di insegnare i primi rudimenti della chimica ai detenuti interessati a ottenere un diploma; la moglie va a trovarlo con il figlio, e lo avvisa che "rischia" di essere rimesso in libertà per buona condotta, perdendo così lo stipendio da insegnante del carcere. Pietro però tranquillizza Giulia e le rivela di avere un piano per allungare di un altro po' i tempi di carcerazione: una finta rissa in sala mensa.

## Distribuzione
Il film è stato distribuito in Italia a partire dal 6 febbraio 2014 da 01 Distribution in 270 copie, per un incasso totale di 4,5 milioni di euro. Il 6 agosto 2014 è uscito in Francia, distribuito da Bellissima Films.
Ha inoltre partecipato a numerosi festival internazionali (con il titolo I Can Quit Whenever I Want) tra cui il London Film Festival e il Reykjavík International Film Festival, dove ha vinto il Golden Puffin come migliore scoperta dell'anno.

## Accoglienza
Il film ha ricevuto critiche molto positive da parte della stampa. Il Sole 24 Ore lo definisce «finalmente un film con soggetto, cast di prim'ordine, sceneggiatura (scritta dal regista con Valerio Attanasio) che resiste fino all'ultima battuta». Secondo il Cinematografo, «ipotizzando sul modello di I soliti ignoti una banda composta di ingenui dilettanti del crimine [...] il film innesta nella storia la componente del discorso sociale, ma con freschezza e senza appesantimenti come in certe riuscite commedie britanniche». Infine, Mymovies lo considera una «spassosa, originale commedia, un balletto grottesco e paradossale attorno al mondo del precariato, dove se c'è una piccolissima speranza di essere assunti, è indispensabile nascondere la laurea».
Molti ne hanno lodato la sceneggiatura e il tono divertito seppure a tratti dolceamaro con cui viene affrontato il problema del precariato: Mymovies sottolinea che «il tema del vuoto d'identità e soprattutto d'impiego dei giovani italiani non tende, infatti, a intonare i consueti piagnistei sociologici e s'incarna nell'implausibile scalata alla criminalità di un gruppetto di laureati e assistenti universitari romani convinti di potere aggirare le persecuzioni della legge». «Di Smetto quando voglio si apprezzano la semplicità di tono e i dialoghi, la scorrevolezza di ritmo, il fondo amaro di una comicità che scaturisce dal dramma reale della mancanza di lavoro». Grazie a questa commistione tra un tema drammatico trattato però in chiave comica, gran parte della critica ha parlato di rinascita della commedia all'italiana, paragonando il film ad una sorta di I soliti ignoti in chiave contemporanea.

## Curiosità
- Nella scena in cui Alberto viene interrogato dal commissario Galatro, quest'ultimo chiede a un non inquadrato ispettore Coletti: «Chi è che fa le segnalazioni al Ministero per le nuove sostanze?». L'ispettore risponde: «Le facciamo noi da quest'ufficio, commissario». Nella prima versione del film, a rispondere era la voce di un uomo, mentre nelle versioni successive alla creazione della saga, la voce viene sostituita con quella di Greta Scarano, che da Smetto quando voglio - Masterclass interpreterà il ruolo della suddetta ispettrice Coletti.
- Nella scena della festa, in cui tutti i componenti della banda vestono in smoking, c'è un piccolo cameo dello sceneggiatore Valerio Attanasio che dialoga con Bartolomeo, interpretato da Libero De Rienzo.

## Riconoscimenti
- 2014 – David di Donatello
  - Candidatura Miglior film a Domenico Procacci, Matteo Rovere e Sydney Sibilia
  - Candidatura Miglior regista esordiente a Sydney Sibilia
  - Candidatura Miglior attore protagonista a Edoardo Leo
  - Candidatura Miglior attore non protagonista a Valerio Aprea
  - Candidatura Miglior attore non protagonista a Libero De Rienzo
  - Candidatura Miglior attore non protagonista a Stefano Fresi
  - Candidatura Migliore sceneggiatura a Valerio Attanasio, Andrea Garello e Sydney Sibilia
  - Candidatura Miglior produttore a Domenico Procacci, Matteo Rovere con Rai Cinema
  - Candidatura Migliore canzone originale (Smetto quando voglio) a Nico Scardamaglio, in arte Scarda
  - Candidatura Miglior montaggio a Gianni Vezzosi
  - Candidatura Miglior sonoro a Angelo Bonanni
  - Candidatura Migliori effetti speciali a Paola Trisoglio e Stefano Marinoni per Visualogie
- 2014 – Nastro d'argento
  - Miglior produttore a Domenico Procacci, Matteo Rovere con Rai Cinema
  - Candidatura Migliore commedia
  - Candidatura Miglior regista esordiente a Sydney Sibilia
  - Candidatura Migliore attore protagonista a Edoardo Leo
  - Candidatura Miglior casting director a Francesca Borromeo e Gabriella Giannattasio
- 2014 – Ciak d'oro
  - Rivelazione dell'anno a Sydney Sibilia
  - Miglior manifesto a Federico Mauro
  - Candidatura Miglior attore non protagonista a Paolo Calabresi
  - Candidatura Miglior sceneggiatura a Valerio Attanasio e Sydney Sibilia
  - Candidatura Miglior produttore a Domenico Procacci, Matteo Rovere e Rai Cinema
  - Candidatura Miglior montaggio a Giovanni Vezzosi
  - Candidatura Migliore colonna sonora a Andrea Farri
- 2014 – Globo d'oro
  - Miglior commedia
  - Candidatura Miglior film
- 2014 – Busto Arsizio
  - Miglior film d'esordio a Sydney Sibilia
- 2014 – Reykjavík International Film Festival
  - Golden Puffin al miglior film a Sydney Sibilia
- 2014 – Festival delle Cerase
  - Miglior regista rivelazione a Sydney Sibilia

## Seguiti
Nel novembre del 2015, Groenlandia e Fandango hanno dato il via alla pre-produzione di due seguiti del film: Smetto quando voglio - Masterclass, con una data di inizio riprese fissata per il marzo del 2016 e Smetto quando voglio - Ad honorem, così da formare una trilogia con il precedente primo capitolo.
Nel febbraio del 2016, il regista ha anche annunciato le tagline dei due film: "La banda è tornata, e ora ha un nemico" e "Ogni saga ha una fine". Il primo seguito, Masterclass, è stato distribuito nei cinema il 2 febbraio 2017 in 500 copie, con un incasso di 3.440.826 euro al botteghino. Il terzo film è uscito a novembre dello stesso anno.